# Hilara juno
Hilara juno är en tvåvingeart som beskrevs av Charles Howard Curran 1930. Hilara juno ingår i släktet Hilara och familjen dansflugor.
Artens utbredningsområde är New York. Inga underarter finns listade i Catalogue of Life.